# 小吉场镇
小吉场镇，是中华人民共和国贵州省毕节市七星关区下辖的一个乡镇级行政单位。

## 行政区划
小吉场镇下辖以下地区：
吉兴村、吉坪村、吉丰村、德胜村、梨子村、新伦村、四伦村、大吉村、龙兴村、龙岭村、河尾村、双林村、高兴村、岩湾村、余庆村、永桥村、永兴村、永丰村、永坪村、联丰村、南丰村、南山村、总基村、红旗村、中心村和新建村。